# Ruth Richardson
Ruth Richardson (ur. 13 grudnia 1950) – emerytowana polityk Partii Narodowej z Nowej Zelandii. Minister Finansów Nowej Zelandii w latach 1990–1993. Jej budżet na 1991 r., który nazwała „matką wszystkich budżetów”, stał się katalizatorem dużych reform gospodarczych kraju, znanych w mediach jako „rutanazja”.
Richardson była z zawodu prawnikiem, została wybrana na posła parlamentu nowozelandzkiego w 1981 roku. Po zwycięstwie Partii Narodowej w 1990 roku, Richardson została mianowana ministrem finansów. Wspierała i kontynuowała reformy wolnorynkowe zainicjowane przez poprzedni Rząd Pracy, rozszerzając je w znaczący sposób ustawą o odpowiedzialności podatkowej z 1994. Restrukturyzacja gospodarcza Richardson, w tym prywatyzacja majątku państwowego i cięcia w zakresie opieki społecznej, przyczyniły się do wyjścia Nowej Zelandii z problemów fiskalnych. Krytycy zwracają jednak uwagę na daleko idący wpływ jej reform na tkankę społeczną Nowej Zelandii, w tym ubóstwo dzieci i nierówności majątkowe.
Richardson została odwołana ze stanowiska ministra finansów po wyborach z 1993 roku. Zrezygnowała z mandatu parlamentarnego w 1994 roku, a następnie dołączyła do ACT New Zealand.

## Życiorys
Richardson urodziła się 13 grudnia 1950 roku w południowym Taranaki. Jej pradziadek George Pearce był posłem z ramienia Patea od 1908 do 1919 roku. Z kolei jej ojciec był aktywnym członkiem Partii Narodowej w tym regionie. Richardson wychowywała się jako katolik, a po ukończeniu szkoły podstawowej została wysłana do Sacred Heart College, katolickiego liceum dla dziewcząt w Wanganui.
Richardson zdecydowała się na karierę polityczną w Parlamencie w młodym wieku, jeszcze zanim opuściła szkołę średnią. Sir Roy Jack, poseł Partii Narodowej i przyjaciel jej rodziny, poradził jej, aby studiowała prawo – Richardson ukończyła studia prawnicze na University of Canterbury. Po ukończeniu studiów pracowała w Departamencie Sprawiedliwości. W 1975 roku Richardson poślubiła Andrew Wrighta, kolegę z Departamentu. Richardson wystartowała w wyborach o parlamentarną nominację Partii Narodowej w 1972 roku. Co ciekawe jej przeciwnikiem był właśnie przyjaciel rodziny, sir Roy Jack. Jego okręg wyborczy (Waimarino) miał zostać przekształcony w nowy obszar administracyjny nazywany Rangitikei (nazwanej tak od pobliskiej rzeki). Skutki tej decyzji odczuła dość szybko. Wyobcowała się od swojego sławnego mentora, wywołała także spore irytacje w wyższych szeregach partii, które niechętnie patrzyły na potencjalne zmiany w strukturze administracyjnej Parlamentu. Partia była szczególnie niezadowolona, gdy rzucano wyzwanie parlamentarzystom z dużym stażem, takim jak Sir Roy Jack. George Chapman, który przewodniczył selekcji, powiedział: „Napięcia były ogromne, ale Roy został ostatecznie potwierdzony jako kandydat”. W tym czasie była członkinią bezpartyjnego lobby politycznego Lobby Wyborcze Kobiet.
W 1978 roku Richardson otrzymała nominację Partii Narodowej w regionie tasmańskim, ale w samych wyborach uzupełniających w 1978 roku nie udało jej się pokonać urzędującego wówczas posła Partii Pracy Billa Rowlinga, który był wówczas liderem swojej partii. Dwa lata później kandydowała z regiony Selwyn, które dotychczas zajmował przechodzący na emeryturę Colin McLachlan. Zdobyła nominację i w wyborach 1981 roku została wybrana do parlamentu.

## Wczesna kariera parlamentarna
Richardson była pod wpływem neoliberalnej myśli Miltona Friedmana i Friedricha Hayeka. Wyróżniała się w Partii Narodowej jako zwolenniczka wolnego rynku i ekonomii, prywatyzacji i liberalizacji handlu. To znacznie różniło ją od poglądów premiera Partii Narodowej Roberta Muldoona, który opowiadał się za interwencjonistycznym podejściem, opartym na znacznych pożyczkach zagranicznych. Skupienie się na kwestiach finansowych samo w sobie wywoływało komentarze, ponieważ wiele parlamentarzystek (szczególnie w Partii Narodowej) ograniczało się raczej do spraw takich jak zdrowie czy opieka społeczna.
Po przegranych wyborach 1984 roku, Richardson została członkiem opozycji. Wyróżniała się silnym poparciem dla radykalnych reform gospodarczych nowego ministra finansów Partii Pracy, Rogera Douglasa. Te reformy, czasami nazywane rogernomiką jako nawiązanie do amerykańskiej polityki reagonomika Ronalda Reagana, obejmowały prywatyzację majątku państwowego, zniesienie ceł i dotacji oraz zastosowanie monetaryzmu do kontrolowania inflacji. Wielu członków Partii Pracy postrzegało te reformy jako sprzeczne z tradycyjną polityką lewicowej Partii Pracy, ale sprzeciwiały się im również bardziej konserwatywne skrzydła Partii Narodowej. Szczególnie wrogo nastawieni byli zwolennicy Roberta Muldoona, tradycjonalistycznego konserwatysty, który sprzeciwiał się reformom wolnorynkowym jako podważającym władzę państwową.
Krótko po tych wyborach, Jim McLay zastąpił Muldoona na stanowisku lidera Partii Narodowej i mianował Richardson rzecznikiem (spokeperson) do spraw edukacyjnych. W lutym 1986 roku nastąpiły kolejne zmiany w partii. Ludzie tacy jak Bill Birch i George Gair, których McLay kojarzył z erą Muldoona, zostali pozbawieni stanowisk i zastąpieni przez nowszych posłów, takich jak Richardson i Simon Upton. Taki ruch, według McLay, miał pomóc ożywić partię. To posunięcie okazało się jednak zgubne dla samego McLaya, ponieważ Birch i Gair sprzymierzyli się z jego rywalem, Jimem Bolgerem, który niedługo później wygrał wewnętrzne wybory z McLayem i został liderem partii. Dla Richardson, zmiana ta nie była dobrym znakiem, ponieważ Bolger (i wielu jego sojuszników) nie byli jej zwolennikami. Ta niechęć wynikała z trzech głównych czynników: złości z powodu „faworyzowania” McLay wobec niej, jej poparcia dla radykalnej polityki wolnorynkowej oraz jej osobowości, którą wielu kolegów uznało za „szorstką” i „protekcjonalną”.
Kiedy George Gair (przywrócony do łask dzięki pomocy w dojściu Bolgera do władzy) wycofał się ze stanowiska zastępcy partii, to Richardson zaczęła ubiegać się o to stanowisko. Bolger jednak dał jasno do zrozumienia, że zdecydowanie sprzeciwiał się kandydaturze Richardson, a zamiast tego popierał Don McKinnon. McKinnon pokonał Richardson ledwie jednym głosem, ale Bolger uczynił powierzył Richardson funkcję rzecznika partii ds. finansów. Była to raczej próba spacyfikowania Richardson i jej zwolenników, a nie wyraz zaufania do niej samej – sam Bolger wolał ostrożniejszego Billa Bircha do tej roli. Ruch ten miał jednak na celu rozładowanie ciśnienia wewnątrz partii i powiódł się tylko częściowo, ponieważ sytuacja między zwolennikami Bolgera i Richardsona pozostawała napięta. Wielu polityków uważało, że Richardson będzie się starać zastąpić Bolgera na stanowisku lidera partii. Tak się jednak nie stało ponieważ dwie frakcje, które mu się sprzeciwiały (jedna kierowana przez Richardsona, a druga kierowana przez Winstona Petersa) nie chciały ze sobą współpracować. Przywództwo Bolgera pozostawało zatem bezpieczne, a kiedy jego popularność wzrosła, moment na zmianę przywództwa partyjnego minął.
Kiedy Richardson urodziła dziecko, w Parlamencie miała wydzielony pokój do karmienia piersią (co ciekawe, żłobek powstał tam dopiero w latach 90.).

## Minister Finansów
Kiedy Partia Narodowa doszła do władzy w 1990,  Richardson miała wystarczające poparcie w partii, aby uzyskać tekę ministra finansów. Wiele osób wierzyło, że Partia Narodowa przyjmie bardziej ostrożną, konserwatywną politykę niż radykalny rząd Partii Pracy, jednak po objęciu urzędu nowy rząd stanął w obliczu znacznie gorszej sytuacji fiskalnej i gospodarczej, niż opisywał to dotychczasowy rząd. W szczególności państwowy Bank Nowej Zelandii zażądał dokapitalizowania o wartości wielu milionów dolarów. Prognozowana nadwyżka budżetowa została szybko skorygowana do dużego deficytu budżetowego. Równolegle nowy rząd zapowiedział znaczne cięcia w świadczeniach socjalnych i zrezygnował z obietnicy wyborczej z 1990 roku dotyczącej zniesienia podatku od emerytury. Partia Narodowa podniosła stawkę z 20 do 25 procent, ale jednocześnie obniżyła próg zwalniający z takiego podatku.
Chociaż reforma prawa pracy była jednym z założeń programowych Partii Narodowej, wielu jej zwolenników i niektórzy członkowie jej klubu parlamentarnego byli rozczarowani kontynuacją polityki ustanowionej przez Douglasa. Pierwszy budżet Richardson, który żartobliwie nazwała „matką wszystkich budżetów” – termin, który miał prześladować jej karierę polityczną – potęgował tę niepopularność, ponieważ znacznie ograniczył wydatki państwa w wielu dziedzinach i skupiał się na kontrolowaniu deficytów. Choć była ministrem finansów przez całą trzyletnią kadencję pierwszego rządu Bolgera, był to okres naznaczony rosnącym napięciem w rządzie. Richardson i bardziej umiarkowani członkowie gabinetu nie zgadzali się w kwestii polityki podatkowej, nawet w jej podstawowych aspektach. Chociaż Partia Narodowa ponownie odniosła sukces wyborczy w wyborach z 1993 roku, to ich wygrana była nieznaczna – uzyskali przewagę tylko jednego posła.
Wiele osób w Partii Narodowej, a w szczególności Bolger i jego sojusznicy, uważało, że obecność Richardson jest dla partii szkodliwa. Aby częściowo odzwierciedlić silne niezadowolenie elektoratu z procesu reform (Partia Narodowa prawdopodobnie wygrała tylko dlatego, że głos opozycji został podzielony między trzy partie), Richardson straciła rolę ministra finansów i zaproponowano jej rolę ministra sprawiedliwości. Richardson odmówiła, a potem zwołała wybory uzupełniające. Została zastąpiona przez Billa Bircha.
W 1993 roku Richardson została odznaczona Medalem Stulecia Sufrażystek Nowej Zelandii.

### Dziedzictwo
Chociaż jej okres na stanowisku ministra finansów był stosunkowo krótki, dziedzictwo Richardson w takich dziedzinach, jak odpowiedzialność fiskalna i wolność gospodarcza jest wciąż dostrzegalne. Wiele reform, których broniła, przetrwało próbę czasu i pozostaje żywym przykładem dla nowoczesnego zarządzania finansami publicznymi. Bilans sektora publicznego wykorzystano do tego, by uniknąć podwójnego obniżenia oceny wiarygodności kredytowej państwa. Nowa Zelandia pozostaje jedynym krajem, który wprowadził nowoczesną rachunkowość i zintegrował swój bilans z budżetem, jako narzędziem do budżetowania, wydatków i sprawozdawczości finansowej. Od czasu tych reform, Nowa Zelandia osiągnęła i utrzymała dodatnią wartość netto, pomimo kilku wstrząsów w gospodarce, w tym kryzysu finansowego w latach 2007–2008 i trzęsienia ziemi w Christchurch w 2011 r., podczas gdy większość porównywalnych państw, takich jak Australia i Kanada, lub większa kraje takie jak Wielka Brytania i USA, uzyskiwały ujemną wartość netto.

## Dalsza kariera
Ruth Richardson zrezygnowała z pracy w Parlamencie niedługo po ustąpieniu z pracy dla rządu. Została zastąpiona przez Davida Cartera w wyborach uzupełniających w 1994 roku.
Nadal była zaangażowana w politykę. Wyrażała poparcie dla partii ACT Nowa Zelandia. ACT, założona przez Rogera Douglasa i jego sojuszników, promuje politykę bardzo zbliżoną do polityki Richardson. Pełniła również szereg ról związanych z biznesem i ładem korporacyjnym, zasiadała w wielu radach nadzorczych.
Jest członkiem Towarzystwa Mont Pelerin, założonego przez ekonomistę Friedricha Hayeka.
Uniwersytet Canterbury nadał jej tytuł honorowego doktora handlu (ang. Doctor of Commerce) w 2011 roku.